# 高橋光子
高橋 光子（たかはし みつこ、1928年8月15日 - ）は、日本の小説家。上条由紀名義で70年代から80年代にかけて少女小説も手掛けた。東京都武蔵野市在住。日本文藝家協会会員。

## 来歴
愛媛県川之江町（現・四国中央市）生まれ。川之江高等女学校在学中は勤労動員で日本陸軍の秘密兵器「風船爆弾」を作っていた。
卒業後はテレビ、ラジオの脚本の仕事を経て、1965年「蝶の季節」で文學界新人賞受賞、同作で芥川賞候補、1972年「遺る罪は在らじと」で二度目の候補。また上条由紀の名で 集英社コバルト文庫を中心に少女小説を執筆、1993年『高畠華宵とその兄』で潮賞ノンフィクション部門優秀賞受賞。
日本文藝家協会会員、「群青」同人。

## 著書（高橋光子名義）
- 『とし子さん あなたに似た人』 弘文堂 1966
- 『先生! 泣いてたまるか』 三一書房 1968（高校生新書）
- 『遺る罪は在らじと』 檸檬社 1981.8
- 『ハムスターになった男』 潮出版社 1984.7
- 『母は平和の大地』 潮出版社 1988.7
- 『この素敵な女たち』 泰流社 1989.5
- 『漢方すばらしき人生』 砂書房 1992.11
- 『高畠華宵とその兄』 潮出版社 1993.11
- 『「雪女」伝説 謎の作家・森万紀子』 潮出版社 1995.11
- 『私をささえた母の一言 39人の母たち』 集英社文庫 1995.4
- 『おだやかな死』 鳥影社 1999.8
- 『蝶の季節』 鳥影社 2001.7
- 『海のつぶやき』 鳥影社 2008.2（季刊文科コレクション）
- 『家族の肖像』 鳥影社 2016.10（季刊文科コレクション）
- 『ぼくは風船爆弾』 潮出版社 2018.10（潮ジュニア文庫）

## 上条由紀名義
- 『心に愛の鐘がなる』 偕成社 1973（少女小説シリーズ）
- 『さよなら悲しみの川よ』 集英社文庫 1976
- 『美しく燃える炎を見た』 集英社 1976 のち文庫
- 『わが心の真珠』 集英社コバルト文庫 1977.11
- 『愛ふたりだけ』 集英社文庫 1978.6
- 『白い蝶の涙』 集英社コバルト文庫 1979.4
- 『遠い声遠い海』 集英社コバルト文庫 1980.3
- 『恋人たちの夜明け』 集英社コバルト文庫 1980.7
- 『津和野の恋』 集英社コバルト文庫 1980.12
- 『夜明けのハーバーライト』 集英社コバルト文庫 1982.2
- 『恋のひとり旅』 集英社コバルト文庫 1982.12

## 漫画原作・ノベライズ
- 『おいかけて初恋』 菊川近子画 上条由紀原作 集英社漫画文庫 1978.9
- 『オルフェウスの窓』 草鹿宏共著 池田理代子原作 集英社文庫 1983.3

## 翻訳
- 『奇跡の詩』 ジュゼッペ・スコテーゼ 上条由紀訳 集英社 1975 のち文庫